# Stazione di Leonessa
La stazione di Leonessa è una stazione ferroviaria posta sulla linea Foggia-Potenza. Serve il centro abitato di Leonessa, frazione del comune di Melfi.

## Storia
La fermata di Leonessa venne attivata il 15 settembre 1938; successivamente venne trasformata in stazione.